# NaNoWriMo
National Novel Writing Month, zkráceně NaNoWriMo, je původně americká výzva/soutěž pro spisovatele, která se však rozšířila po celém světě. Jejím cílem je se dostat ze spisovatelského bloku a napsat za 30 dní 50 tis. slov. Někteří ze známých autorů také píší tzv. pen-talks[ujasnit], aby motivovali účastníky. Většina spisovatelů se v rámci této výzvy zabývá spíše kvantitou než kvalitou a proto je doporučeno napsat první verzi knihy a knihu pak dále upravovat (někdy nazýváno first draft).
Pro vstup do soutěže se stačí zaregistrovat na stránkách projektu a pak od 1. listopadu přidávat, kolik jste napsali za daný den slov. Pro napsání 50 tisíc slov za jeden měsíc je stanoven základní limit na jeden den – 1667 slov. Její první ročník se odehrál v červenci roku 1999 a účastnili se jí pouhých 21 účastníků, celý projekt odstartoval spisovatel Chris Baty. Další ročník (rok 2000) se však uskutečnil v listopadu, aby prý využil špatného počasí a spustili oficiální web, který navrhl jeden z jeho přátel. Ten samý rok se do této akce přihlásilo již 140 účastníků, několik z nich bylo i z jiných zemí, což byl v tomto případě velký úspěch. Baty následně spustil Yahoo! skupinu pro jednodušší komunikaci a sám stanovil většinu základních pravidel; kniha musí být nová, daný autor nesmí být spoluautorem a musí být předložena včas, aby mohla být ověřena. Ze 140 původních účastníků dokončilo tuto výzvu 29, všechny knihy ručně Baty ověřil.
Následující rok byly očekávány podobná čísla, zaregistrovalo se však přes 5000 účastníků a později o tomto projektu začaly psát i noviny jako Los Angeles Times a Washington Post. V roce 2002 došlo k velkému technickému vylepšení a zvýšení automatizace webu a pozornost médií od National Public Radio a CBS Evening News přitáhla ještě větší pozornost a počet účastníků se zvýšil na 14 tisíc. Příští rok tým NaNoWrimo zahájil program s názvem Municipal Liasion, ve kterém mohou dobrovolníci působit jako moderátoři ve fórech aj.
V roce 2005 byla společnost NaNoWriMo zaregistrována jako nezisková organizace, protože událost každoročně nabývala na popularitě. O šest let později (v roce 2011) dostal web NaNoWriMo nové uspořádání a fóra. Baty oznámil, že v lednu 2012 odstoupí z funkce výkonného ředitele a bude se věnovat spisovatelské kariéře na plný úvazek, místo něj nastoupil Grant Faulkner. Během prvního měsíce po spuštění nový web podporoval[ujasnit] více než 1 000 000 návštěvníků, stránka byla zobrazena přes 39 milionkrát.
Do roku 2015 se NaNoWriMo zúčastnilo 431 626 lidí (633 různých regionů[ujasnit]). Z těchto účastníků zvítězilo více než 40 000. Dále je podobný projekt pro mladší spisovatele, pod názvem NaNoWriMo Young Writers Program (zkratka YWP), soutěž je povolena pouze pro osoby ve věku 13–17 let.